# Lula (Eslovàquia)
Lula és un poble i municipi d'Eslovàquia que es troba a la regió de Nitra, al sud-oest del país. El 2011 tenia 182 habitants.

## Història
La primera menció escrita de la vila es remunta al 1226.

## Demografia
| Godina             | 1994 | 2004    | 2014    | 2024   |
| ------------------ | ---- | ------- | ------- | ------ |
| Nombre de persones | 223  | 199     | 177     | 162    |
| Diferència         |      | −10,76% | −11,05% | −8,47% |

| Godina             | 2023 | 2024 |
| ------------------ | ---- | ---- |
| Nombre de persones | 162  | 162  |
| Diferència         |      | +0%  |